# Marfa

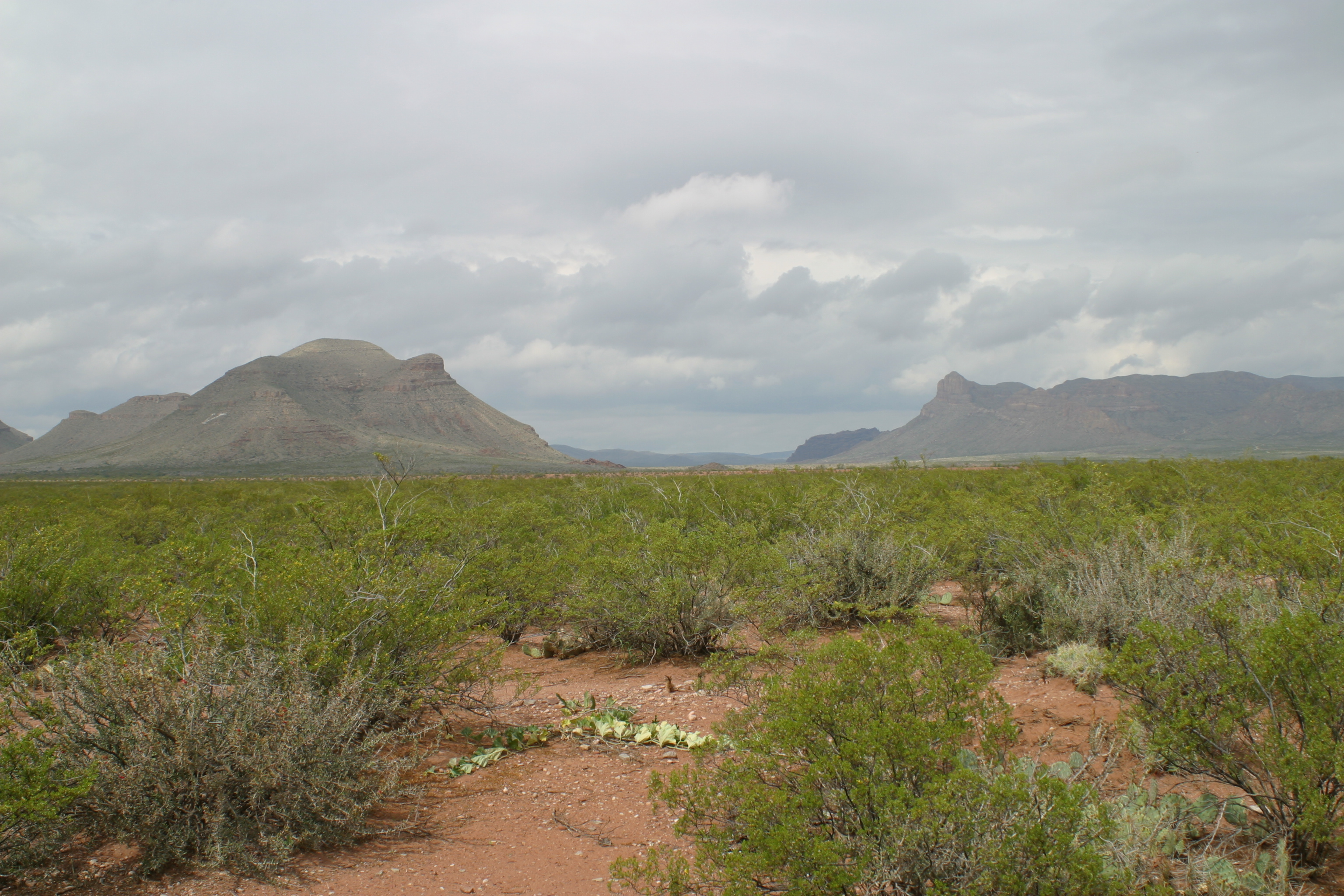
Marfa ligger i Chihuahuaöknen.

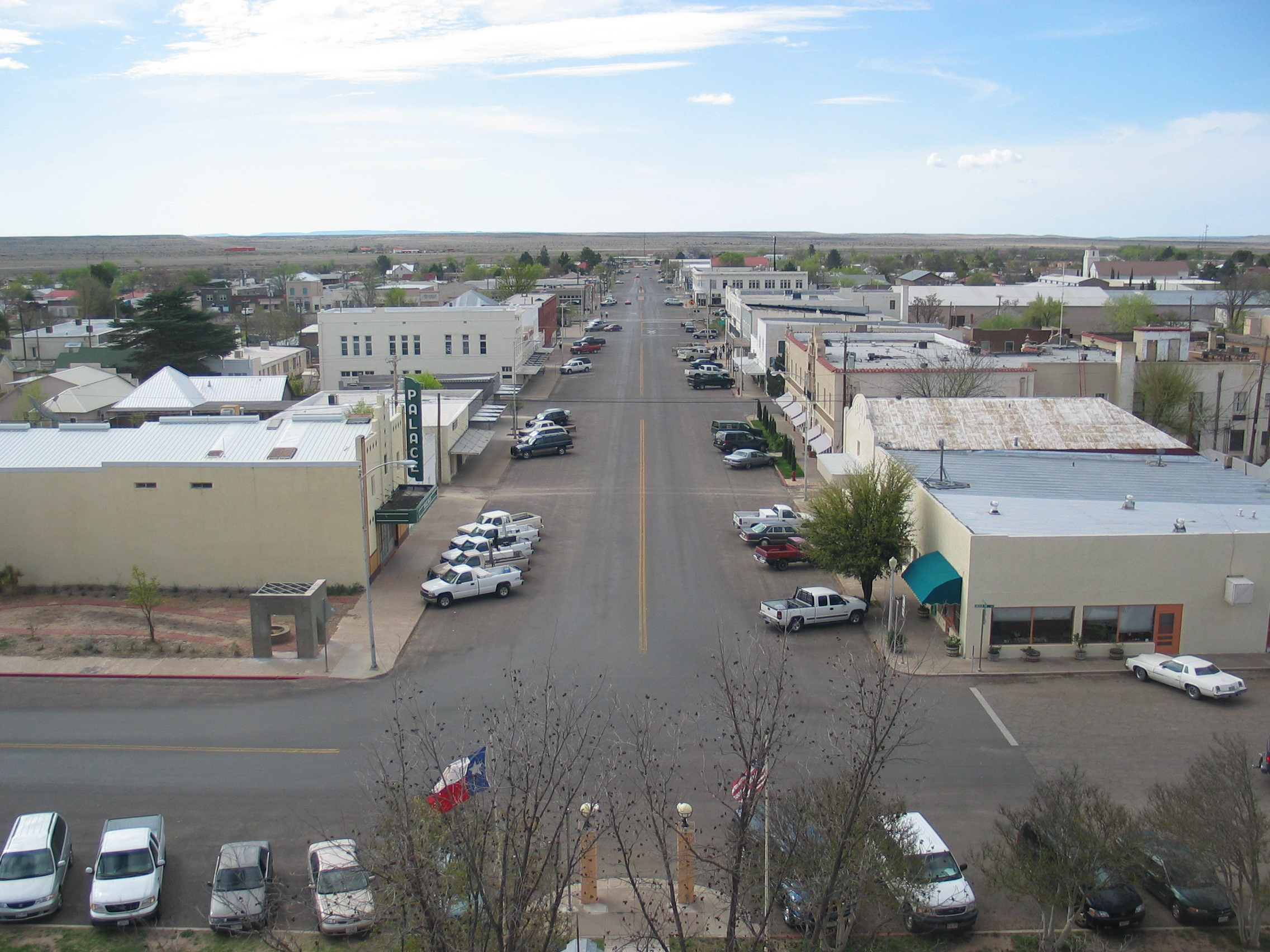
Vy över centrum från rådhuset.

Marfa är en stad i Chihuahuaöknen i västra Texas i USA, mellan Davis Mountains och Big Bend National Park.
Marfa är säte för Presidio Countys förvaltning. Staden hade 1 981 invånare 2010. 
Marfa grundades under tidigt 1880-tal som en vattenpåfyllningsstation för ånglok och växte sedan till in på 1920-talet. Staden är känd för sitt museum för samtida konst, Chinati Foundation. Detta museum kom till stånd på initiativ av den minimalistiske konstnären  Donald Judd. Denne kom 1971 till Marfa för första gången på besök och flyttade dit från New York några år senare.